# Прудник
Прудник (пол. Prudnik, нім. Neustadt in Oberschlesien) — місто в південно-західній Польщі.
Адміністративний центр Прудницького повіту Опольського воєводства.

## Демографія
Демографічна структура станом на 31 березня 2011 року:
|          | Загалом | Допрацездатний вік | Працездатний вік | Постпрацездатний вік |
| -------- | ------- | ------------------ | ---------------- | -------------------- |
| Чоловіки | 10447   | 1897               | 7313             | 1237                 |
| Жінки    | 11809   | 1846               | 6798             | 3165                 |
| Разом    | 22256   | 3743               | 14111            | 4402                 |